# Lipit-Enlil

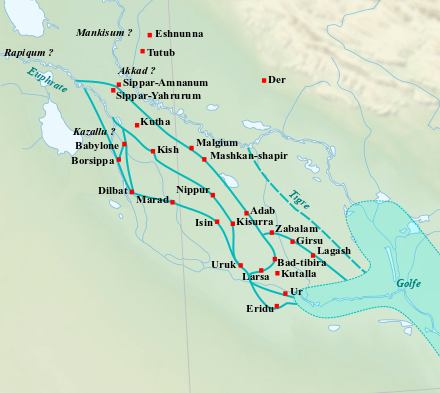
Mapa południowej Mezopotamii w okresie starobabilońskim (ok. 2000-1595 p.n.e.)

Lipit-Enlil (akad. Lipit-Enlil, zapisywane dLi-pí-it-den.líl, tłum. „Ten, którego stworzył bóg Enlil”) – ósmy, słabo znany król z I dynastii z Isin, syn i następca Bur-Sina. Według Sumeryjskiej listy królów oraz Listy królów Ur i Isin panować miał przez 5 lat. Jego rządy datowane są na lata ok. 1873-1869 p.n.e. (chronologia średnia).